# Pier Luigi Faraldo
Pier Luigi Faraldo (* 13. August 1904 in Rom; † nach 1952) war ein italienischer Filmregisseur.

## Leben
Faraldo, der aus einer vornehmen Familie stammt, studierte Rechtswissenschaften und widmete sich danach dem Medium Film. Ab 1937 war er für Alessandro Blasetti als Regieassistent tätig, diente in dieser Position auch anderen Regisseuren und inszenierte seinen ersten Film 1939, zusammen mit dem Filmeditor Gino Talamo. Während des Zweiten Weltkriegs folgten drei weitere Regiearbeiten. Nach Kriegsende kehrte er nur einmal noch auf den Regiestuhl zurück: 1952 entstand Tragico ritorno, mit Doris Duranti in der Hauptrolle.

## Filmografie
- 1939: Uragano ai Tropici (Ko-Regie)
- 1941: L'affare si complica
- 1941: Sancta Maria (La musica de Moscù)
- 1943: La vita torna (auch Drehbuch)
- 1952: Tragico ritorno